# سالتير
سالتير (بالإنجليزية: Saltaire) هي قرية فكتورية نموذجية تأسست عام 1851. تقع على ضفاف نهر اير ويدز وقناة ليفربول ضمن مدينة برادفورد، غرب يوركشاير في إنجلترا. تم إدراجها عام 2001 على لائحة التراث العالمي لليونسكو. وتعتبر سالتير قرية صناعية كاملة ومحفوظة بصورة جيدة، وقد شيدت مصانع الأقمشة وأبنيتها العامة ومساكن عمالها بأسلوب متناغم يتيمز بجودة معمارية عالية، بينما لا يزال المخطط المدني على حاله يعكس صورة حية للأبوية المحبة للبشر في العصر الفيكتوري.

## جاليري

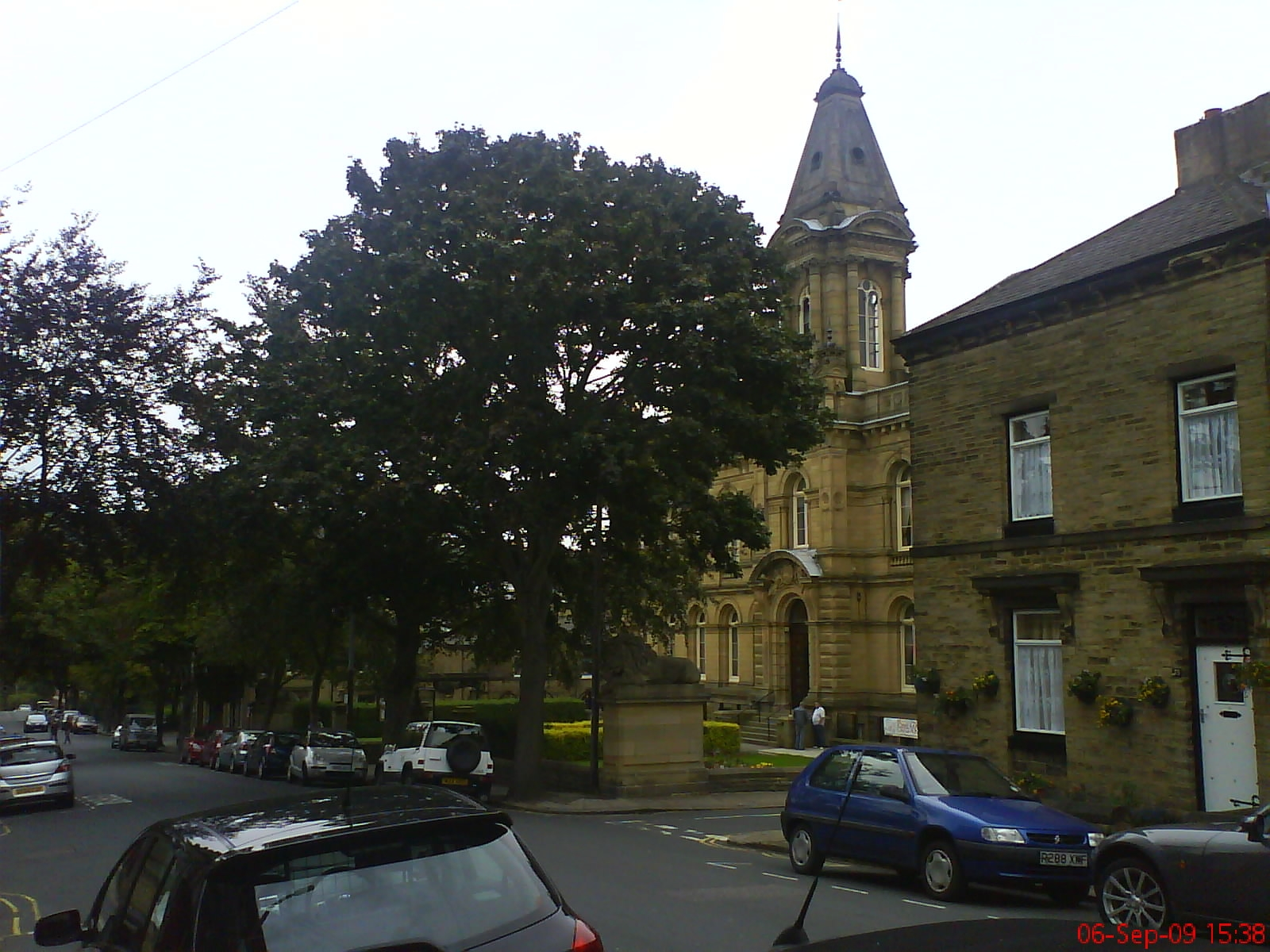
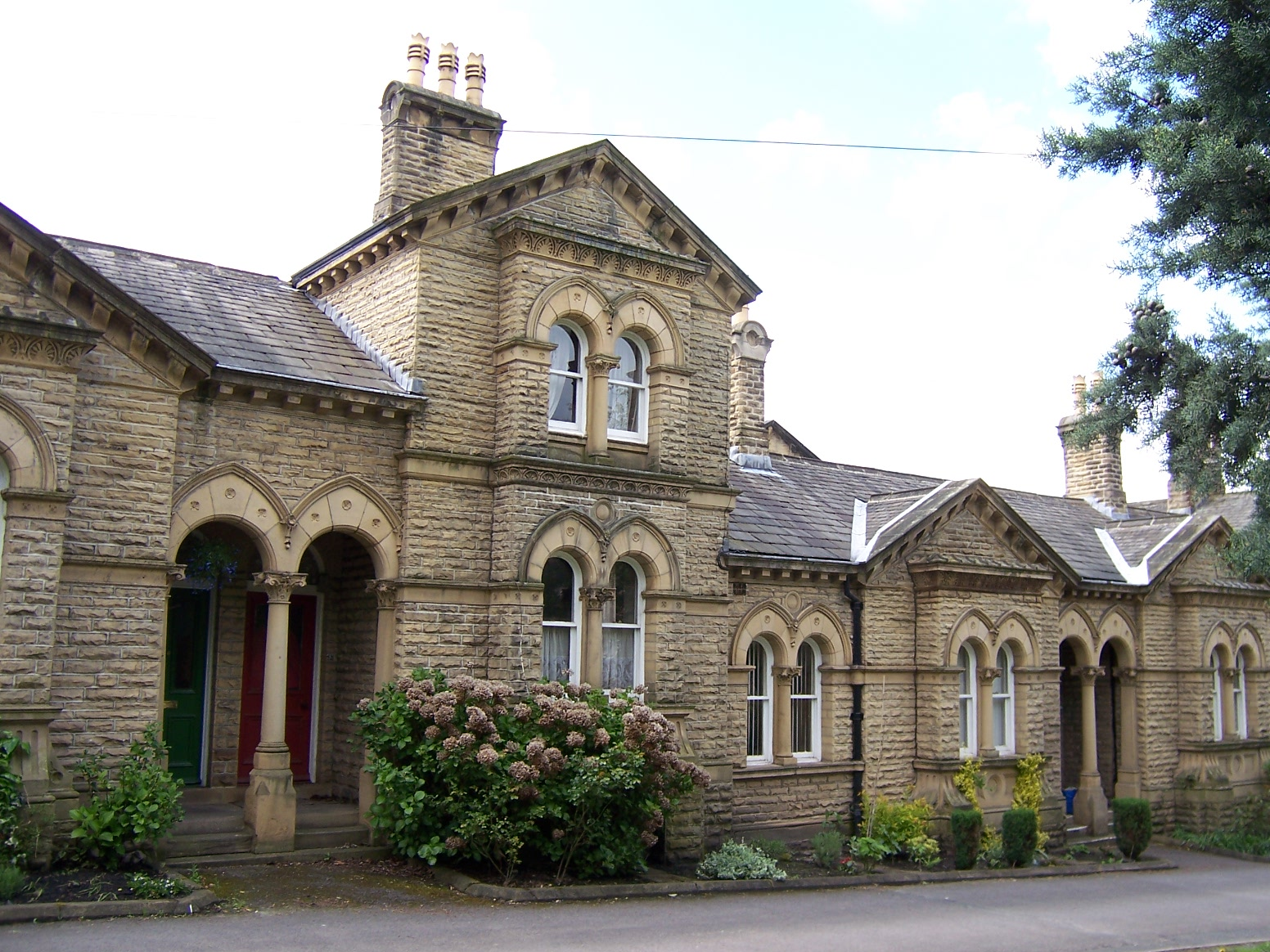
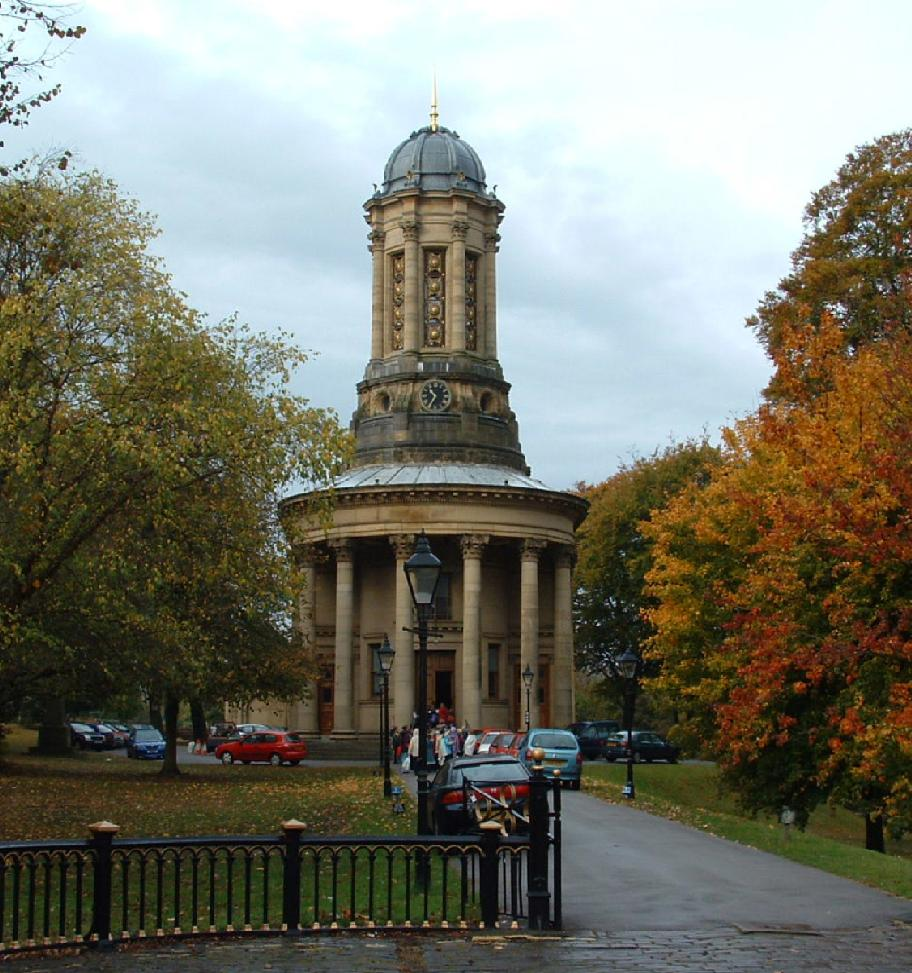
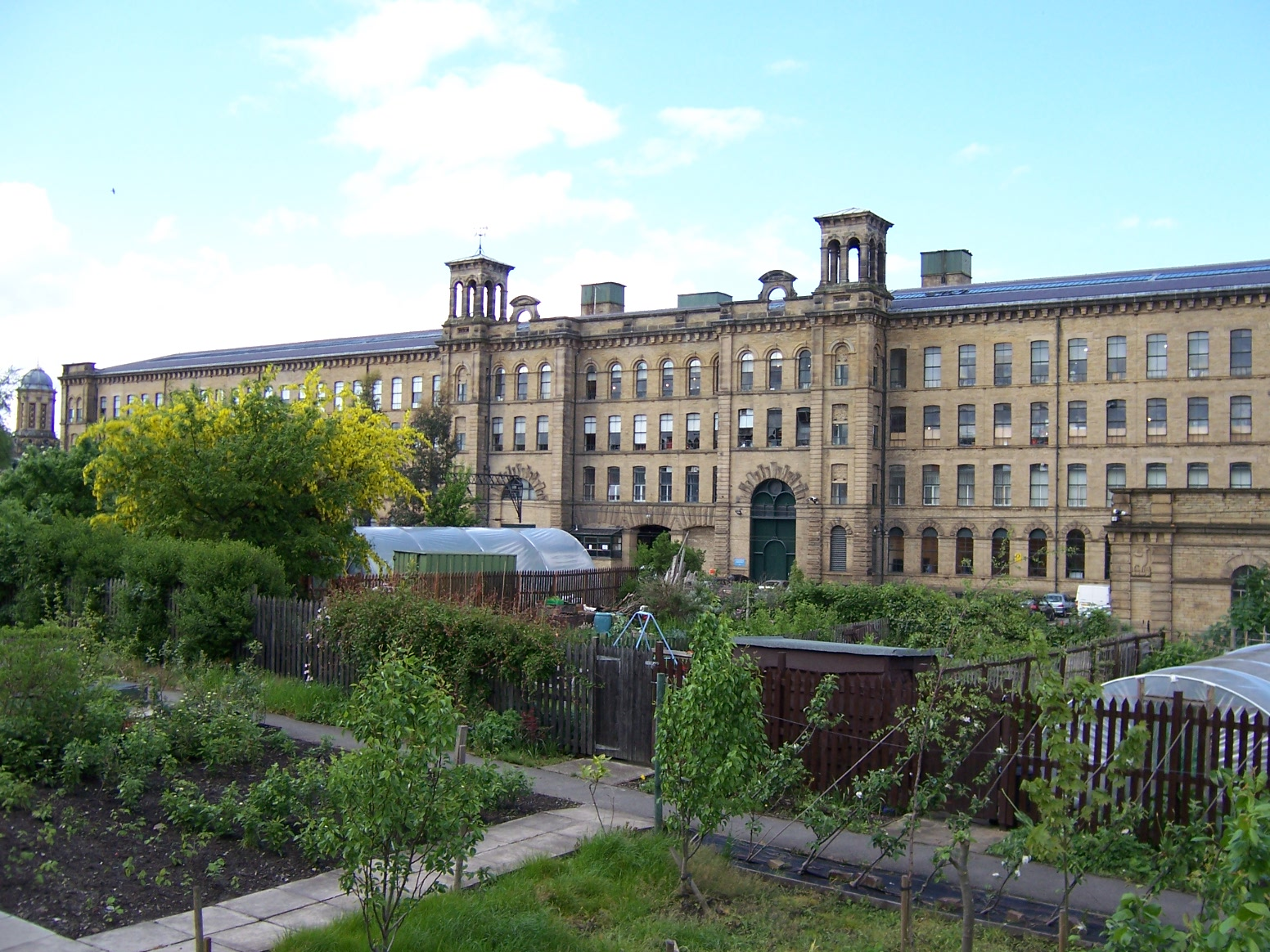
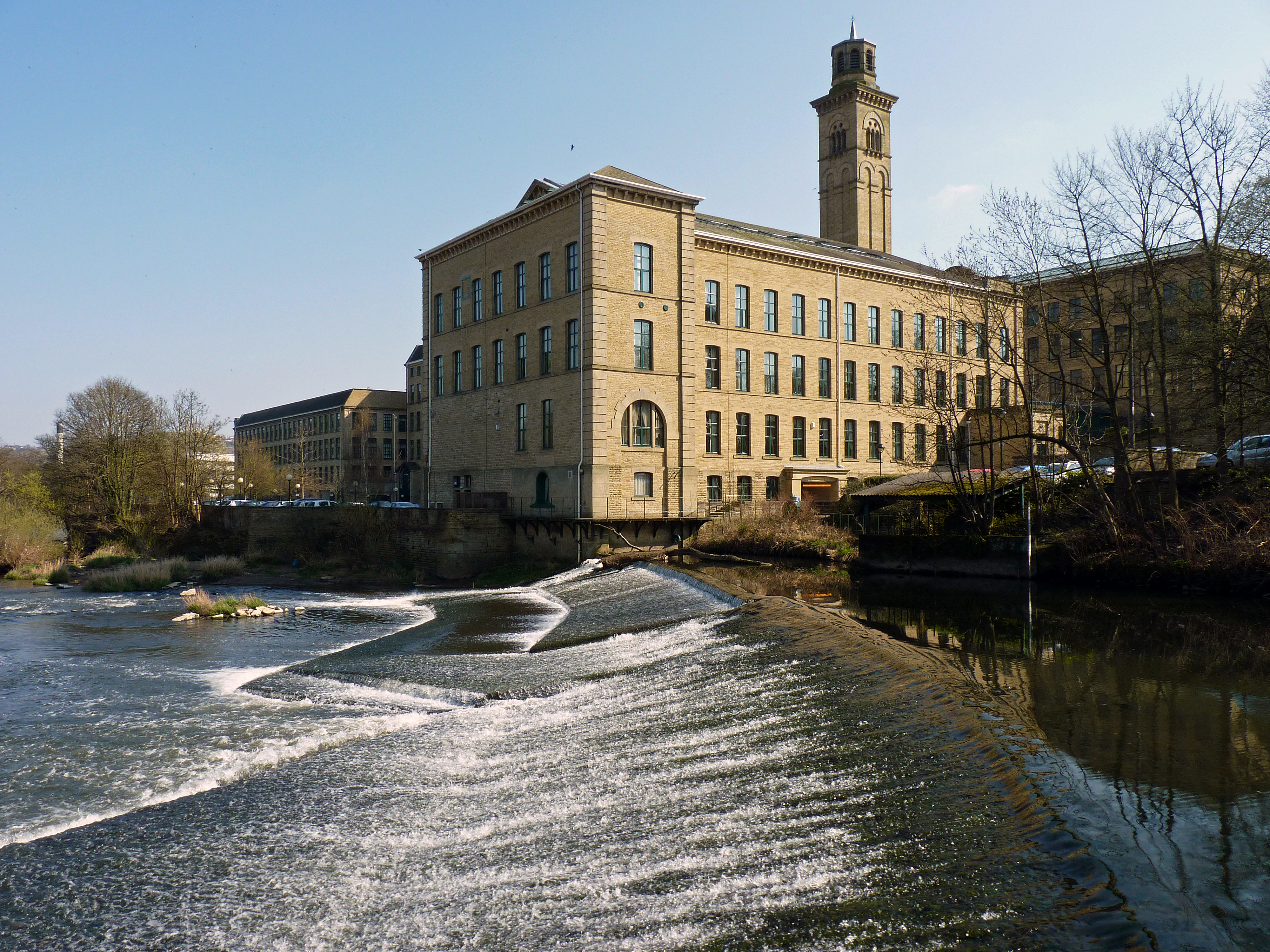
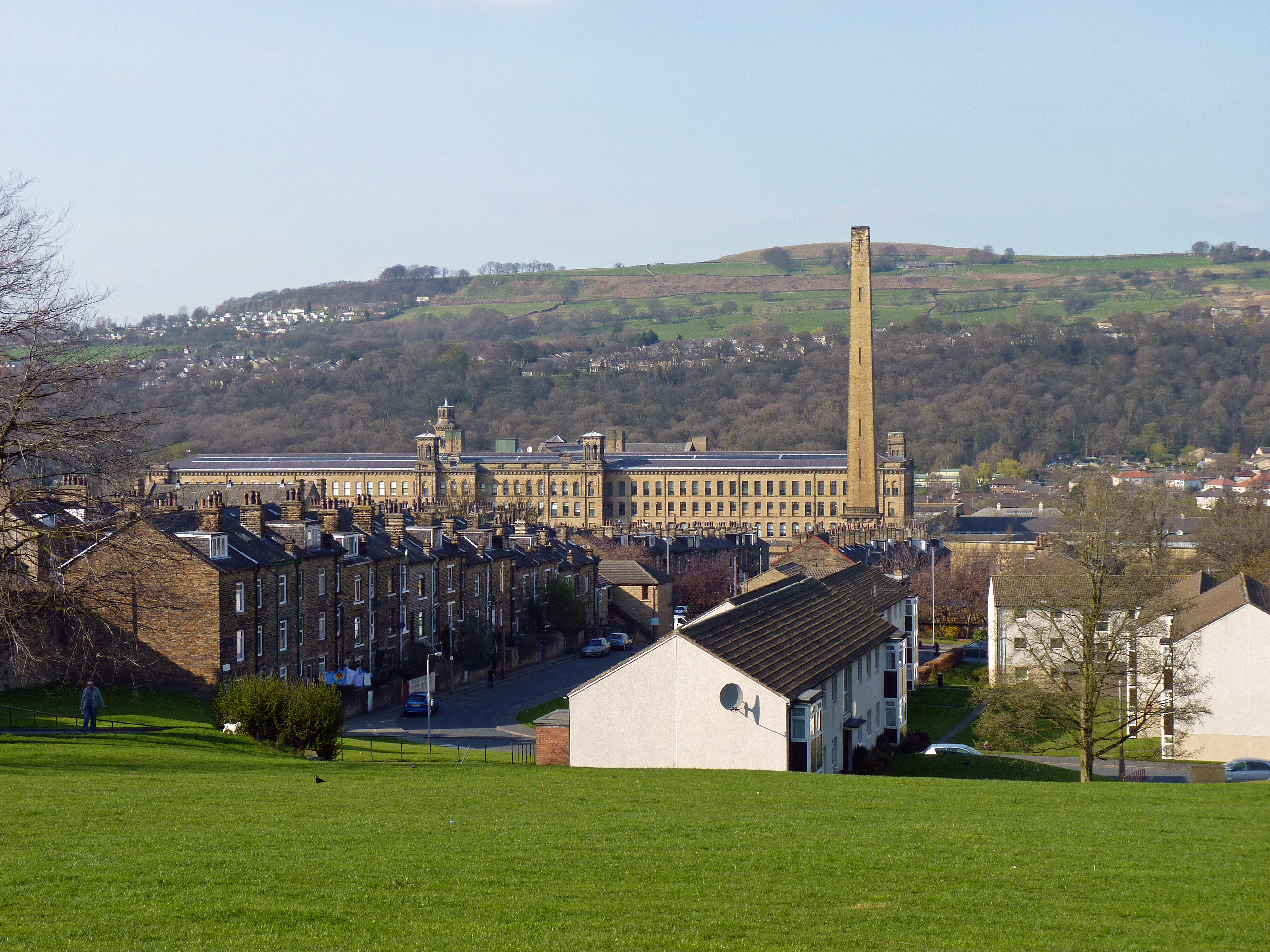

## وصلات خارجية
- سالتير على مشروع الدليل المفتوح.
- موقع قرية سالتير الألكتروني